# 盐龙街道
盐龙街道是中华人民共和国江苏省盐城市盐都区下辖的一个街道办事处。于2010年设立。盐龙街道行政区域面积48.23平方公里，人口46587人。

## 历史
盐龙街道的行政区域范围即是成立于2006年3月的盐城市高新技术产业区盐都西区。2010年8月，江苏省政府批准在盐都西区基础上成立盐龙街道。2010年10月10日，盐龙街道办事处正式挂牌成立。
2010年，盐城市政府将龙冈镇的丁晏居委会，郭猛镇的乔庄、黄刘2个居委会和吴徐、大李2个村委会划出，与原潘黄镇的方向、益民、孙吴、健仁、古亭、跃马6个居委会和北港、先锋、合心、蟒南4个村委会区域合并，设立盐龙街道办事处。

## 行政区划
盐龙街道下辖以下村级行政区划单位：
方向社区、益民社区、孙吴社区、丁晏社区、乔庄社区、黄刘社区、跃马社区、古亭社区、健仁社区、吴徐村、大李村、北港村、先锋村、合兴村和蟒南村。